# 필리포 톰마소 마리네티

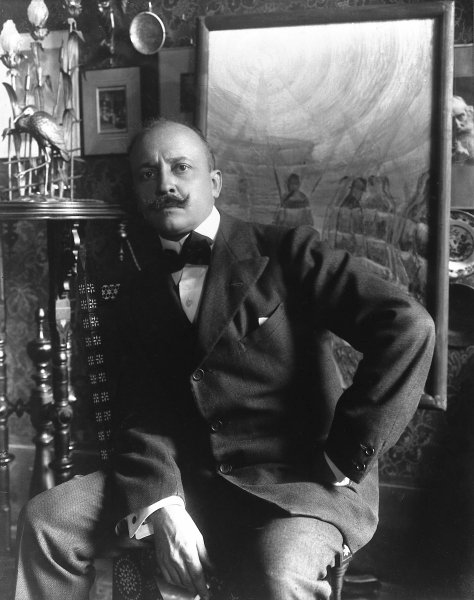

필리포 톰마소 에밀리오 마리네티(Filippo Tommaso Emilio Marinetti, 1876년 12월 22일 – 1944년 12월 2일)는 이탈리아의 시인, 편집자, 미술 이론가, 미래파 운동의 창시자였다. 그는 1907년에서 1908년 사이에 유토피아적이고 상징주의적인 예술 및 문학 공동체인 Abbaye de Créteil과 관련이 있었다. 마리네티는 1909년에 작성 및 출판된 최초의 미래주의 선언의 저자이자 1919년의 파시스트 선언의 공동 저자로 가장 잘 알려져 있다.

## 어린 시절
문학에 대한 그의 사랑은 학창 시절에 발전했다. 그의 어머니는 열렬한 시 독자였으며 어린 마리네티에게 이탈리아와 유럽의 고전을 소개했다. 17세에 그는 첫 번째 학교 잡지인 Papyrus를 창간했다. 예수회는 에밀 졸라의 스캔들 같은 소설을 학교에 퍼뜨렸다는 이유로 그를 제명시키겠다고 위협했다.
그는 처음에 이집트에서 공부한 다음 파리에서 공부하여 1894년 소르본 대학에서 학사 학위를 취득하고 이탈리아에서 1899년에 파비아 대학 에서 법학을 졸업했다.

## 미래주의
마리네티는 1909년에 쓴 미래주의 선언문 의 저자로 가장 잘 알려져 있다. 1909년 2월 20일 프랑스 최고 권위의 일간지 르 피가로의 1면에 프랑스어로 게재되었다. The Founding and Manifesto of Futurism 에서 마리네티는 "실제로 예술은 폭력, 잔인 함, 불의 일 수 있다. "라고 선언했다. 무정부주의에서 파시즘에 이르기까지 모든 정치적 스펙트럼에 영향을 미친 조르주 소렐도 폭력의 중요성을 주장했다. 미래주의에는 무정부주의적 요소와 파시스트적 요소가 모두 있었다. 마리네티는 나중에 베니토 무솔리니의 적극적인 지지자가되었다.
속도를 동경했던 마리네티는 1908년 밀라노 외곽에서 두 명의 자전거 타는 사람을 피하기 위해 도랑으로 방향을 틀었을 때 경미한 교통사고를 당했다. 그는 미래주의 선언에서 사고를 언급했다. 도랑에서 도움을 받은 마리네티는 지배적인 리버티 스타일의 가식과 타락을 끝내기로 결심한 새로운 사람이었다. 그는 친구들과 함께 과거와의 모든 예술적 관계를 끝내고 "박물관, 도서관, 모든 유형의 아카데미를 파괴"하는 새롭고 강력하게 혁명적인 프로그램에 대해 논의했다. 함께 그는 "우리는 세계 유일의 위생, 군국주의, 애국심, 자유를 가져다 준 사람들의 파괴적인 몸짓, 죽을 가치가있는 아름다운 아이디어, 여성에 대한 경멸인 전쟁을 미화할 것입니다"라고 썼다.
Futurist Manifesto는 유럽 전역에서 읽고 토론되었지만 마리네티의 첫 번째 '미래주의 '작업은 성공하지 못했다. 4월, 1905년에 쓰여진 그의 드라마 Le Roi bombance는 시끄럽고 조롱하는 휘파람으로 중단되었다.

## 전시
마리네티는 1916년 대부분을 연설, 저널리즘, 연극 활동으로 이탈리아의 전쟁 노력을 지원하는 데 보냈고 1917년 정규 육군 장교로 군 복무에 복귀했다 그해 5월 그는 포병대대에서 복무하던 중 중상을 입었다. 그는 긴 회복 끝에 복귀했고 1918년 10월 비토리오 베네토에서 이탈리아의 결정적인 승리에 참여했다

## 마리네티와 파시즘
1918년 초에 그는 미래주의 정당을 창설했으며 불과 1년 후 베니토 무솔리니의 이탈리아 전투 파스키와 합병했다. 마리네티는 국가 파시스트당의 첫 번째 계열사 중 하나였다. 1919년에 그는 이탈리아 파시즘의 최초 선언문인 파시스트 선언문을 알세스테 드 암브리스와 공동 집필했다. 그는 나중에 파시즘이 기존 제도를 "반동적"이라고 칭하면서 찬양하는 것에 반대했고 혐오감을 느끼며 1920년 파시스트 당 대회를 떠난 후 3년 동안 정치에서 물러났다. 그러나 그는 정권이 존재하는 동안 당 철학을 발전시키는 데 있어 주목할만한 세력으로 남아 있었다.
마리네티는 제2차 이탈리아-아비시니아 전쟁 과 제2차 세계 대전에 자원하여 65세의 나이로 1942년 여름과 가을에 몇 주 동안 동부 전선 에서 복무했다.
그는 1944년 12월 2일 벨라지오에서 시집을 작업하던 중 심장마비로 사망했다.
1. ↑  Somigli, Luca (2003). 《Legitimizing the Artist: Manifesto Writing and European Modernism, 1885–1915》. University of Toronto Press. 97–98쪽. ISBN 9780802037619.
2. ↑  Critical writings / F.T. Marinetti ; edited by Günter Berghaus ; translated by Doug Thompson
3. ↑  The Founding and Manifesto of Futurism
4. ↑  Daly, Selena ; The Futurist mountains: Filippo Tommaso Marinetti's experiences of mountain combat in the First World War, Modern Italy, 2013; retvd 8 24 15
5. ↑  Berghaus, Günter (editor; introduction to) Marinetti, Filippo Tommaso; Critical Writings: New Edition; Macmillan, 2007; ISBN 0374706948, 9780374706944
6. ↑  Dahlia S. Elazar. The making of fascism: class, state, and counter-revolution, Italy 1919–1922. Westport, Connecticut, USA: Praeger Publishers, 2001, p.73
7. ↑  Ialongo, Ernest; Filippo Tommaso Marinetti: The Artist and His Politics, p.289; Rowman & Littlefield, 2015; ISBN 1611477573, 9781611477573